# Năn bộp (thực phẩm)
Năn bộp hay năn là một loại thực phẩm lấy từ cỏ năn ngọt mọc hoang trên những cánh đồng ngập mặn, thuộc chi Cỏ năn (Eleocharis), họ Cói (Cyperaceae), được thu hái và sử dụng như một loại rau ăn sống hoặc chế biến nhiều món ăn trong ẩm thực miền Tây Việt Nam, xứ Sóc Trăng, Bạc Liêu và Cà Mau.

## Lịch sử
Không ai xác định năn bộp được sử dụng làm thức ăn từ khi nào, nhưng có những lão nông tri điền Bạc Liêu, trong lúc trà dư tửu hậu, đã ngồi bàn xem ai là người phát hiện ra vị ngon của món ăn này. Theo các cụ, trẻ chăn trâu trên những cánh đồng ngập nước là người có công đầu, kế đó là những người dân nghèo bứt đọt năn ăn cho qua bữa. Trong những năm kháng chiến, những cán bộ cách mạng hoạt động sâu trong bưng biền đã chế thêm những món ăn mới từ năn. Cuối cùng, giới sành ăn miền Tây Nam Bộ đã lưu truyền món ăn này và nâng cấp nó trở thành món rau thời trân.

### Đặc điểm
Theo cách phân biệt của người dân Tây Nam Bộ, Việt Nam, năn có hai loại là "năn kim" và "năn bộp". Năn kim còn gọi là "cỏ năn", có cọng nhỏ, đầu nhọn như cây chông và có màu xanh đậm, mọc trên vùng nước cạn hoặc nhiễm phèn vàng, có củ, thân nhỏ nên thường cắt cho trâu bò ăn. Còn năn bộp (hay "năn") có cọng suôn hơn, tròn to bằng khoảng chiếc đũa, màu nâu non, mọc trên vùng ruộng sâu nhiễm phèn bạc. Cứ mỗi mùa mưa năn bộp mọc chen trong ruộng lúa hoặc ken dày trên các vùng đất hoang trũng. Khi những cơn mưa cuối cùng trong năm ngừng rơi, cũng là lúc mùa năn chấm dứt.
Cây năn bộp mọc ở nhiều tỉnh như Bạc Liêu, Sóc Trăng, An Giang, Đồng Tháp, Long An, Cà Mau v.v. song nơi có năn nhiều và ăn năn sành điệu có lẽ là dân Bạc Liêu, Sóc Trăng. Vùng rau năn nguyên liệu của Bạc Liêu là một cánh đồng rộng mênh mông thuộc hai huyện Hồng Dân và Phước Long ngày nay. Đây là vùng đất nhiễm phèn chua mặn, tuy đã được khai phá trồng lúa nhưng chỉ được một vụ mùa bắt đầu vào khoảng giữa hoặc cuối tháng 10 âm lịch, thời gian còn lại trong năm năn mọc ngút ngàn. Khoảng sa mưa (tháng 4 âm lịch), khi năn mọc bạt ngàn trên đồng, các chủ ruộng thuê người nhổ năn rồi chèo ghe ra chợ bán hoặc bán cả đám cho thương lái, để từ đó năn được phân phối đi khắp chợ huyện hay các tỉnh lân cận. Những ngày mùa rộ năn bộp, từ sáng sớm xuồng ghe của người dân bán năn ken dày trên chợ sông Ngã Năm.

### Nguyên liệu ẩm thực
Có ba phần trên thân cây năn bộp có thể được sử dụng để làm món ăn. Phổ thông nhất là "đọt năn", thực chất là đoạn dài 5–10 cm ở gần gốc, màu vàng nâu xỉn vì nhiễm phèn nhưng khi bóc ra lấy phần non thì có màu trắng ngà, nhẹ bỗng như xốp và dài chừng 3 tấc. Đọt năn được chế biến thành nhiều món ăn do tính phổ biến của nó. Thứ nữa có thể kể đến "mầm năn", là những đoạn chồi non của cây dài khoảng 2 đốt ngón tay người lớn, sếu đầu đỏ rất thích mổ ăn, thường chỉ có trong khoảng thời gian đầu mùa mưa (tháng 4 âm lịch) và thường được người dân thu hái để muối dưa chua. Cuối cùng là củ năn, có trong những tháng mùa khô, khi cây năn đã chết lụi gửi củ dưới đất đến mùa mưa năm sau mới mọc lên thành cây. Củ năn được đào lên rửa sạch để ăn hoặc ủ cho mọc mầm để lấy muối dưa.

### Các món năn
Củ năn và mầm năn về cơ bản là không phổ biến cho nên trong thực tế, chỉ đọt năn được chế biến thành nhiều món. Rau năn có vị ngọt thanh, có hậu và hơi ngai ngái mùi phèn mặn và mùi khói rơm rạ đốt trên đồng. Theo Đông y năn có tính bình, hỗ trợ tỳ vị, có nhiều dinh dưỡng và chất xơ. Những gốc năn bóc tách hết vỏ vàng nâu bên ngoài lấy phần non màu trắng như trứng gà để làm rau ăn sống, trộn gỏi, xào, nấu canh, nhúng lẩu, làm dưa v.v. và món nào cũng ngon đặc biệt.
Đơn giản nhất là món rau năn ăn như một loại rau sống, chấm với nước trong nồi thịt kho, cá kho, hay mắm kho. Dân dã mà xôm tụ hơn nữa là thì là rau năn ăn sống với cá rô đồng rán giòn, cá lóc nướng trui hoặc cá trê nướng dầm nước mắm gừng.
Kế đó là các món rau năn xào với phương thức chế biến rất phong phú: năn xào thịt trâu, năn xào măng tây hay măng vòi, năn xào thịt vịt, năn xào gà đất, năn xào nghêu, năn xào hến, năn xào tép bạc, năn xào nước cốt dừa, năn xào ếch, năn xào thịt chuột đồng, năn xào trứng v.v. Các món năn xào nói trên thường để to lửa, đảo nhanh cho rau năn vừa chín tái, ăn có độ giòn ngọt, trở thành đồ ăn thích hợp khi đi kèm với rượu đế, cơm trắng.
Đọt năn cũng có thể nấu canh cá, canh thịt băm, canh ngao, canh cua đồng, nhúng lẩu mắm v.v.
Tại Ngã Năm, Sóc Trăng, món năn bộp trộn thịt gà luộc làm gỏi (nộm), đi kèm chút rau răm và rau húng quế, là tuyệt chiêu ẩm thực khoái khẩu của nhiều người.
Một món ăn khác cũng rất đặc biệt, đó là bánh xèo nhân thịt vịt xiêm và năn. Một phần năn băm nhuyễn với thịt vịt làm nhân, phần khác áo ngoài bánh với bột và chút đỗ xanh ngâm nở, rán xèo trên chảo mỡ.
Dưa chua năn cũng là món ăn được người dân miền Tây Nam Bộ ưa thích. Dưa năn có thể làm dạng muối xổi, trộn dấm đường tỏi ớt và chút muối ăn sau đó để khoảng 30 phút là dùng được. Tuy nhiên, trong thực tế dưa năn thường được muối bằng nước vo gạo kèm chút muối, đường, ém trong hũ 1-2 ngày là chín. Tuy đọt năn có thể muối dưa chua nhưng mầm năn mới thực là nguyên liệu tốt nhất cho một vại dưa tuyệt ngon để ngày tết cổ truyền ăn với thịt kho tàu hay cá kho tộ. Tại Bạc Liêu, ba món năn đặc sản đồng quê, gọi là "đọt năn ba món" gồm năn xào thịt trâu, năn ăn sống chấm mắm kho và năn muối dưa chua.
Mùa khô khi cây năn chết lụi, củ năn được người dân đào lên ăn tươi, luộc, rang, ủ lên mầm làm dưa thậm chí xay lấy bột làm bánh.

### Sản xuất và kinh doanh
Hiện nay, tại ấp Mỹ Lộc, xã Mỹ Bình và Phường 3, thị xã Ngã Năm, tỉnh Sóc Trăng, đã có một số người thử nghiệm người nuôi năn để kinh doanh. Dưỡng năn bằng nước, độ vài tháng lại rải phân chuồng đã ủ, năn có thể được khai thác hàng ngày từ tháng 5 cho tới tận tết nguyên đán.
Tại Bạc Liêu có một quy luật được những nhà nuôi tôm phát hiện ra: tại các chân ruộng quảng canh nuôi tôm kết hợp trồng năn thì tôm cho năng suất rất cao. Điều này đã kích thích người dân đổ xô trồng năn trở lại, vừa nâng cao năng suất tôm vừa có năn bán.
Khi nhu cầu rau sạch tại các vùng miền Tây Nam Bộ ngày càng lớn, đọt năn dân dã, ăn lạ miệng và ngon đã trở thành nguồn rau sạch quý giá. Nhổ năn bán đã trở nên phổ biến, là nghề giúp tăng thu nhập của nhiều hộ dân nghèo. Một số công ty tư nhân, nhạy cảm với cơ chế thị trường, đã nghiên cứu ý tưởng cấp đông năn bộp để chào bán ra Thành phố Hồ Chí Minh, Hà Nội, hoặc xuất khẩu.